# Рідинні вибухові речовини
Рідинні вибухові речовини (рос. жидкие взрывчатые вещества, англ. liquid explosives; нім. flüssige Sprengstoffe m pl) – водо- чи розчинонаповнені вибухові речовини, що вміщують воду у кількості, достатній для надання властивості текучості і заповнення зарядної порожнини будь-якої форми, включаючи нерівності її стінок.